# Никомах (сын Аристотеля)
Никомах (др.-греч. Νικόμαχος) (род. ок. 325 года до н. э.) — сын Аристотеля. Согласно Суде был родом из Стагира, являлся философом, учеником Теофраста, и, по словам Аристиппа, его любовником. Возможно, он написал комментарий к лекциям своего отца по физике. Никомах родился у рабыни Герпиллиды, и по завещанию отца забота о сыне в годы детства была передана нескольким воспитателям, а затем приёмному сыну Никанору. Историки полагают, что «Никомахова этика» — сборник конспектов лекций Аристотеля — вероятно, была названа в честь сына Аристотеля или посвящена ему. Однако Никомах также считается именем отца Аристотеля. Некоторые древние авторы, возможно, смешивали этические труды Аристотеля с комментариями, которые написал к ним Никомах. Древние источники указывают, что Никомах погиб в бою ещё будучи «отроком» .